# Deportivo Saprissa
Deportivo Saprissa SAD este un club sportiv din San José, Costa Rica, cunoscut în special pentru echipa sa de fotbal.

## Lotul actual
La 12 august 2014
| Nr. |            | Poziție | Jucător                   |
| --- | ---------- | ------- | ------------------------- |
| 1   | Costa Rica | P       | Danny Carvajal            |
| 2   | Costa Rica | F       | Jordan Smith              |
| 6   | Costa Rica | M       | Yeltsin Tejeda            |
| 7   | Costa Rica | M       | David Ramírez             |
| 9   | Costa Rica | A       | Hansell Aráuz             |
| 11  | Costa Rica | M       | Marvin Angulo             |
| 12  | Costa Rica | M       | Dylan Flores              |
| 13  | Panama     | F       | Adolfo Machado            |
| 14  | Costa Rica | A       | Ariel Rodriguez           |
| 15  | Costa Rica | M       | Deyver Vega               |
| 16  | Costa Rica | F       | Gabriel Badilla (Captain) |
| 17  | Costa Rica | F       | Kendall Waston            |

| Nr. |            | Poziție | Jucător             |
| --- | ---------- | ------- | ------------------- |
| 20  | Costa Rica | M       | David Guzmán        |
| 21  | Costa Rica | M       | Diego Estrada       |
| 22  | Costa Rica | P       | Donny Grant         |
| 23  | Costa Rica | M       | Juan Bustos Golobio |
| 25  | Costa Rica | M       | Manfred Russell     |
| 26  | Costa Rica | A       | Daniel Colindres    |
| 27  | Costa Rica | F       | Heiner Mora         |
| 29  | Costa Rica | F       | Michael Barquero    |
| 32  | Costa Rica | M       | Ulises Segura       |
| 33  | Bolivia    | A       | Carlos Saucedo      |
| 36  | Costa Rica | F       | Sergio Córdoba      |
| 77  | Costa Rica | A       | Minor Escoe         |
| –   | Guatemala  | F       | Rafael Morales      |

## Istoric antrenori
| - Roberto Fernández "Beto" (1936–47) - José Francisco García "Pachico" (1947–50) - Otto Bumbel (1951–53) - José Francisco García "Pachico" (1953–55) - Alfredo Piedra "Chato" (1955–56) - Carlos Peucelle (1957–58) - Eduardo Viso Abella (1958–61) - Jorge Thomas (1961) - Alfredo Piedra "Chato" (1962–64) - Mario Cordero "Catato" (1964–67) - José Ramos Costa (1967) - Mario Cordero "Catato" (1968–70) - Marvin Rodríguez (1971–76) - Jozef Karel (1977–79) - Giovanni Rodríguez (1979–80) - Marcos Pavlovsky (1980) - Mario Cordero "Catato" (1980) - Sean Sanabria (1981–82) - Giovanni Rodrígue(1z982–83) | - Carlos Javier Mascaró (1983) - José Mattera (1984–85) - Rodolfo Sanabria (1985–86) - Walter Ormeño (1986) - Rigoberto Rojas "Feo" (1986) - Guillermo Hernández "Coco" (1986–87) - Raúl Higinio Bentancor (1987–88) - Josef Bouska (1988–91) - Odir Jacques (1991) - Rolando Villalobos (1991–92) - Odir Jacques (1992–93) - Fabrizio Poletti (1993) - Julio César Cortés "Pocho" (1993) - Carlos Watson (1993–94) - Carlos Linaris (1994–95) - Luis García "Chiqui" (1995–96) - Carlos Watson (1996) - Jorge Olguín (1996–97) - Alexandre Guimarães (1997–99) | - Carlos Santana (1999) - Jorge Flores (1999) - Alexandre Guimarães (1999–00) - Miguel Company (2000) - Jorge Flores (2000) - Valdeir Vieira "Badú" (2000–01) - Evaristo Coronado (2001) - Enrique Rivers (2001) - Patricio Hernández (2001–02) - Vladimir Quesada (2002) - Manuel Keosseian (2002–03) - Hernán Medford (1 July 2003–30 Oct 06) - Jeaustin Campos (1 July 2007–2 Nov 09) - Roy Myers (1 Jan 2010–31 Dec 10) - Juan Manuel Álvarez (1 Jan 2011–30 June 11) - Alexandre Guimarães (1 July 2011–31 May 12) - Daniel Casas (1 July 2012–31 Dec 12) - Rónald González Brenes (1 Jan 2013–) |

## Palmares

### Național
- Primera División de Costa Rica (30): 1952-53, 1953–54, 1957–58, 1962–63, 1964–65, 1965–66, 1967–68, 1968–69, 1969–70, 1972–73, 1973–74, 1974–75, 1975–76, 1976–77, 1977–78, 1982–83, 1988–89, 1989–90, 1993–94, 1994–95, 1997–98, 1998–99, 2003–04, 2005–06, 2006–07, 2007-08 Apertura, 2007-08 Clausura, 2008-09 Apertura, 2010 Clausura, 2014 Clausura

- Campionatul Scurt Costa Rican (8): 1997-98 Clausura, 1998–99 Apertura, 1998–99 Clausura, 2003–04 Apertura, 2005–06 Apertura, 2005–06 Clausura, 2006–07 Apertura, 2006–07 Clausura

- Cupa Costa Ricăi (1): 2013

### Internațional
- CONCACAF Champions' Cup (3): 1993, 1995, 2005

Finalistă (4): 1970, 1973, 2004, 2008
- Copa Interclubes UNCAF (5): 1972, 1973, 1978, 1998, 2003

Finalistă (7): 1971, 1974, 1996, 1997, 2001, 2004, 2007
- Cupa Interamericană

Finalistă (2): 1993, 1995
- CONCACAF Central American Champions (1): 1970

- Copa Ricard

Runners-up (1): 2008
- US Camel Cup (1): 1985

- Campionatul Mondial al Cluburilor FIFA

Locul 3 (1): 2005